# 日本銀鮈
日本銀鮈（学名：Squalidus japonicus japonicus）为輻鰭魚綱鯉形目鲤科銀鮈屬的鱼类。分布于亞洲日本，為特有種，本魚背鰭軟條10至11枚；臀鰭軟條9枚，體長可達7公分，棲息在沙泥底質的平原溪流。

## 扩展阅读
維基物種上的相關：日本銀鮈